# Samvetsfrihet
Samvetsfrihet är friheten att följa sin religiösa eller moraliska övertygelse, i handling, underlåtelse till handling eller med ord. Det räknas som en mänsklig rättighet, samman med religionsfrihet och åsikts- och tankefrihet.
Med samvetsfrihet räknas rätten att, så långt det inte strider mot allmän lag, framföra på samvetet grundade invändningar, privat och offentligt, ensam eller i grupp. Detta räknas i den europeiska rättighetsstadgan som en hörnsten i ett demokratiskt samhälle. Det intar en framträdande roll i Katolska kyrkans katekes, för vilken den fria viljan som samvetsfriheten förutsätter är central.
I Europakonventionens artikel 9 står att envar har rätt till tankefrihet, samvetsfrihet och religionsfrihet, och att inskränkningar bara är lagliga om rättigheten strider mot den allmänna säkerheten eller till skydd för allmän ordning, hälsa eller moral eller till skydd för andra personers fri- och rättigheter.

## I Sverige
I Sverige har det offentliga samtalet om samvetsfrihet ofta handlat om i vilken utsträckning samvetsfrihet även omfattar rätten att välja bort arbetsuppgifter som en anställning vanligtvis innebär.
I samband med debatten om ämbetsfrågan i Svenska kyrkan, när kvinnor 1958 fick tillträde till prästämbetet, antogs "samvetsklausulen" som var tänkt att ge samvetsskydd för de präster som motsatte sig ordningen med kvinnliga präster.
På 2010-talet handlade debatten ofta om samvetsfrihet för anställda inom vården: Ellinor Grimmark hävdade samvetsfrihet för att i sitt yrke som barnmorska slippa utföra aborter, något som avslogs i Tingsrätten och Arbetsdomstolen. Fallet överklagades till Europadomstolen som avslog att ta upp fallet till prövning. Juridikprofessor Reinhold Fahlbeck menade på SvD Debatt att samvetsfrihet i vården skyddades både av gällande svensk abortlag och av Europakonventionen.
RFSU:s förbundsjurist Kerstin Burman menade i en artikel i Feministiskt perspektiv att samvetsfrihet tvärtom inte fanns i abortlagen och att den samvetsfrihet som Europakonventionen slog fast inte var tillämplig i yrkeslivet. 2019 ville Sverigedemokraterna och Kristdemokraterna införa någon form av samvetsfrihet för vårdpersonal och Liberalerna ville förbjuda det.
Svenska journalister åtnjuter en form av samvetsfrihet. Regel nummer 6 i Pressens yrkesregler lyder "Beakta journalistavtalens bestämmelse om att medarbetare inte får åläggas att utföra uppdrag som är förödmjukande eller som står i strid med medarbetarens övertygelse."

## I Norge
I Norge förekommer begreppet "reservasjonsrett", där en av betydelserna avser rätten för sjukvårdspersonal att avstå från att administrera vård under vissa förhållanden, men i praktiken är det få som åberopar den.